# معركة سيرامي
دارت معركة سيرامي في يونيو 1063 وكانت واحدة من أهم المعارك في الغزو النورماندي لصقلية، 1060-1091. دارت المعركة بين قوة استكشافية نورماندية وتحالف إسلامي من القوات الصقلية والزيرية. قاتل النورمان تحت قيادة روجر دي هوتفيل، الابن الأصغر لتانكريد من هوتفيل وشقيق روبرت جيسكارد. تألف التحالف الإسلامي من المسلمين الصقليين الأصليين في باليرمو، بقيادة ابن الحواس، وتعزيزات الزيريين من شمال إفريقيا بقيادة الأميرين أيوب وعلي. كانت المعركة انتصارًا نورمانديًا مدويًا هزم المسلمين تمامًا، مما تسبب في انقسامات بين الأرستقراطية المسلمة التي مهدت الطريق في النهاية للاستيلاء على عاصمة صقلية، باليرمو، من قبل النورمان ثم بقية الجزيرة.
دارت المعركة الأولى في بلدة سيرامي الواقعة على قمة تل، على بُعد حوالي خمسة أميال غرب معقل النورمان في تروينا. إلا أن المعركة الرئيسية اندلعت في الوادي جنوبًا. وحسب جميع الروايات، كان عدد النورمان، الذين بلغ 136 فارسًا، وربما كان عدد المشاة أكبر بقليل، أقل بكثير من عدد خصومهم المسلمين، الذين تزعم بعض المصادر أن عددهم وصل إلى 50،000 جندي. أفضل مصدر معلومات متبقٍ عن المعركة موجود في كتاب جيفري مالاتيرا "لغز جيستيس روجر كالابريا وصقلية كوميتيس وروبرت جيسكاردي دوكس فراتريس إيوس".